# Landshut (Bajorország)
Landshut város Németországban, azon belül Alsó-Bajorországban. Lakosainak száma 75 272 fő (2023. december 31.).

## Népesség
| Lakosok száma | 7817 | 25 911 | 55 858 | 58 387 | 65 322 | 67 509 | 70 025 | 71 193 | 73 150 | 75 272 |
|               | 1808 | 1950   | 1975   | 1978   | 2012   | 2014   | 2016   | 2017   | 2021   | 2023   |

## Városrészei
A 11 városrész:
| Nr. | Városrész       | Terület hektárban | Fő    | Fő per km² | Jegyzetek            |
| --- | --------------- | ----------------- | ----- | ---------- | -------------------- |
| 01  | Altstadt        | 100               | 4672  | 4670       |                      |
| 02  | Nikola          | 139               | 11284 | 8120       |                      |
| 03  | West            | 533               | 11144 | 2090       |                      |
| 04  | Wolfgang        | 340               | 10674 | 3140       |                      |
| 05  | Industriegebiet | 311               | 3911  | 1260       |                      |
| 06  | Peter und Paul  | 308               | 9074  | 2950       |                      |
| 07  | Schönbrunn      | 898               | 4414  | 490        | beolvasztás 1972-ben |
| 08  | Frauenberg      | 1582              | 3082  | 190        | beolvasztás 1974-ben |
| 09  | Berg            | 530               | 4888  | 920        | beolvasztás 1928-ban |
| 10  | Achdorf         | 459               | 7294  | 1590       | beolvasztás 1928-ban |
| 11  | Münchnerau      | 1381              | 1954  | 140        | beolvasztás 1972-ben |
|     | Landshut        | 6581              | 72391 | 1100       |                      |

## Közlekedés
Landshut fontos vasúti csomópont; főpályaudvarára több irányból is befutnak a sínek. A városnak saját helyi autóbuszhálózata is van.